# غلين أشبي
غلين أشبي (بالإنجليزية: Glenn Ashby)‏ هو متسابق يخت أسترالي، ولد في 1 سبتمبر 1977 في بنديجو في أستراليا.

## وصلات خارجية
- غلين أشبي على موقع الاتحاد الدولي للملاحة الشراعية (موقع جديد) (الإنجليزية)
- غلين أشبي على موقع الاتحاد الدولي للملاحة الشراعية (موقع قديم) (الإنجليزية)
- غلين أشبي على موقع اللجنة الأولمبية الدولية (الإنجليزية)
- غلين أشبي على موقع أوليمبيديا (الإنجليزية)
- غلين أشبي على موقع اللجنة الأولمبية الأسترالية (الإنجليزية)